# Oranjebaan (stacja metra)
Oranjebaan – stacja metra w Amsterdamie, a właściwie przystanek szybkiego tramwaju, położona na linii 51 (pomarańczowej). Została otwarta 1 grudnia 1990. Znajduje się w Amstelveen. Nazwa pochodzi od Oranjebaan, nad którą się ta stacja znajduje.